# タイテマ湖

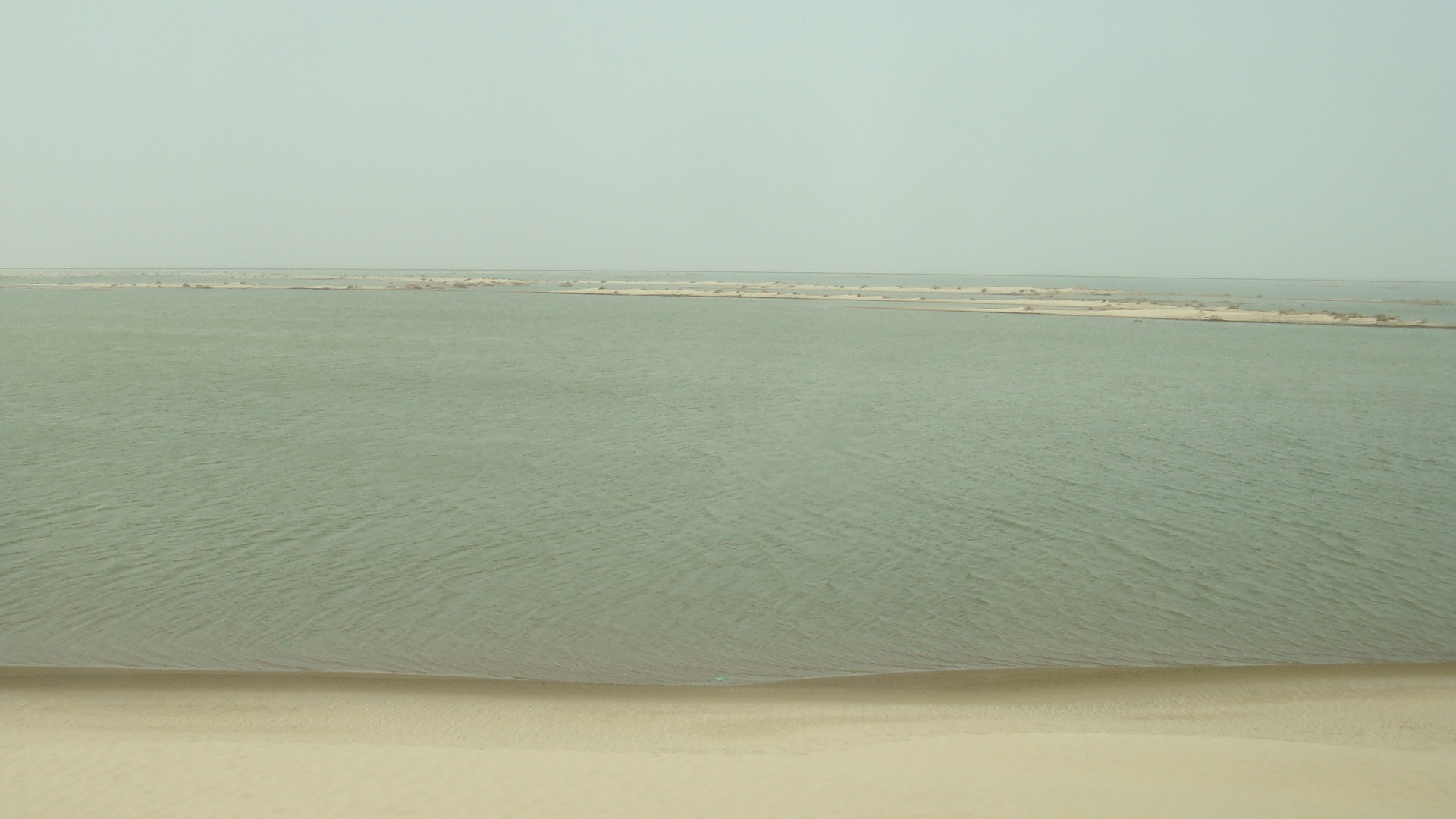
タイテマ湖（新疆ウイグル自治区）

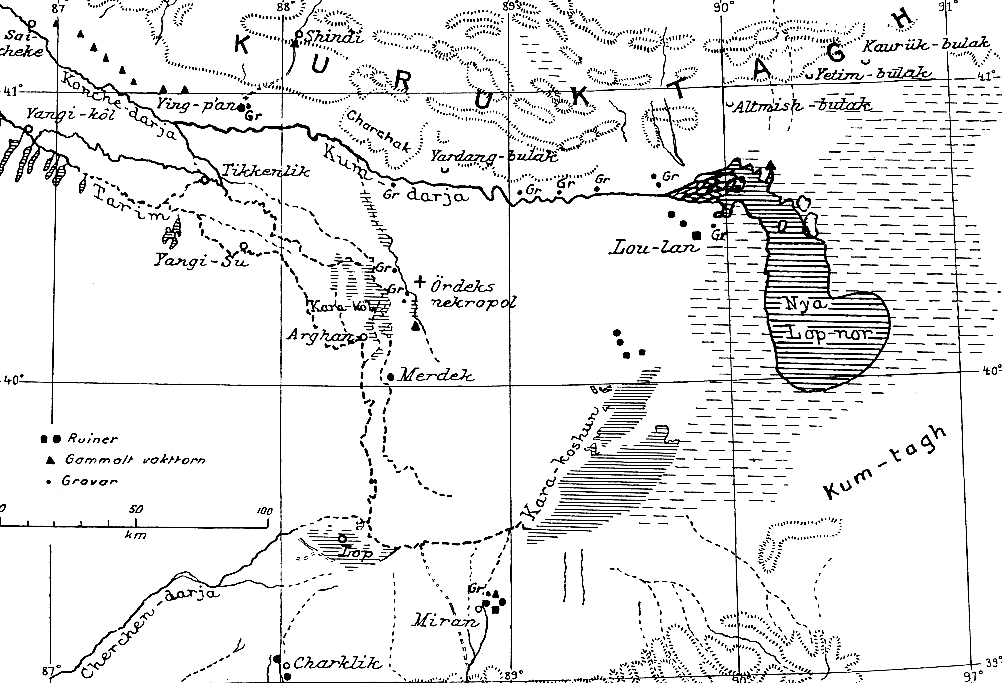
フォルケ・ベリイマンによる地図（1939年）

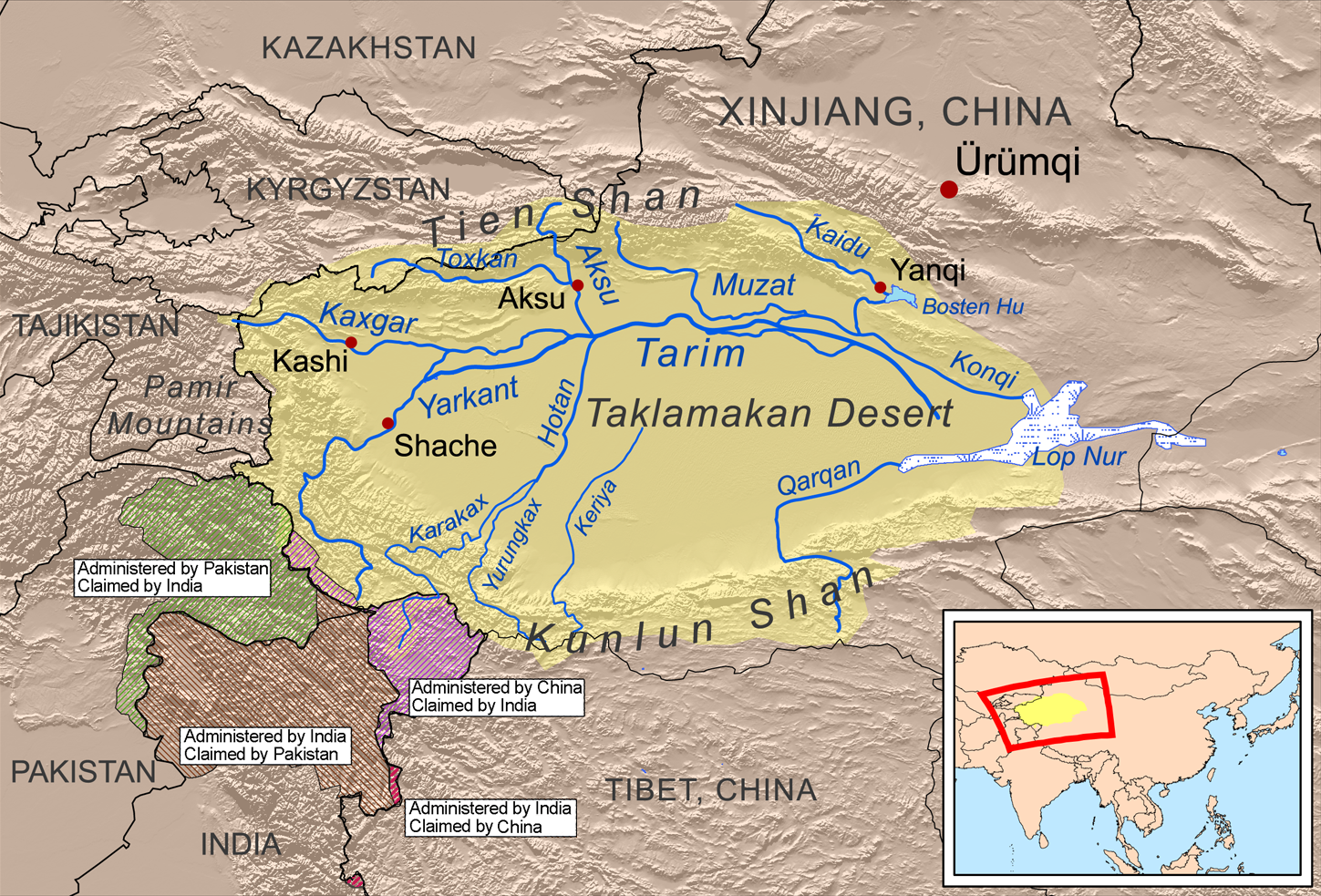
タリム盆地（タクラマカン砂漠）の河川（タリム川、孔雀河、チャルチャン川など）とロプノール

タイテマ湖（タイテマこ、中国語: 台特玛湖または喀剌布兰海子、英語: Taitema Lake）は、中華人民共和国新疆ウイグル自治区の南部にあり、タリム盆地の南東、バインゴリン・モンゴル族自治州チャルクリク県（中国語名称：若羌県）の北部に位置し、タリム川とチャルチャン川が流れ入る内陸湖である。タイテマ湖は、カラコシュン湖（喀拉库顺湖）とロプノールとで、ロプノール地域の3つの主要な窪地である。

## 概要
1921年までの1,500年間、タリム川の下流は北から南にタイテマ湖に注ぎ、チャルチャン川は南西からタイテマ湖に注ぎ、湖水は南に溢れてカラクシュン湖（喀拉库顺湖）に流れ込み、南からロプノールに流入していた。1959年には、タイトマ湖の面積は183平方キロメートルであった。 
湖の最大体積は2億立方メートルであった。1972年以降、タリム川下流の大西海子貯水池に貯水されたことにより、タリム川下流の大西海子貯水池下の全長363キロメートルの川は長期間にわたって干上がった状態が続いた。しかも、チャルチャン川に水が流入するのは大洪水のときだけで、タイテマ湖は1974年までに完全に干上がった。
2001年以降、タリム川流域の総合管理プロジェクトにより、タリム川へはボステン湖から何度もタリム川下流域へ水を運んでおり、また崑崙山脈のチャルチャン川、チャルクリク川、ミーラン川も利用していた。山地の水道システムは洪水のピークを迎えています。 大渓海子ダムは21回にわたり開門して放水を行い、84億3,000万立方メートルの水がタリム川の旧水路に流れ込み、タイトマ湖はすぐに回復した。2002年、タイタマ湖の最大水表面積は約213平方キロメートルに達した。2006年以降、ボステン湖の水位が低下し、バインゴリン・モンゴル族自治州は水不足に直面し始め、孔雀河から水を移送することがますます困難になり、タイタマ湖は季節的に一定の水位を維持することしかできなくなった。2007年には目視で、10平方キロメートルと推定された。2008年、干ばつが続いたため、タリム川の流入量は大幅に減少し、以前の干ばつ状態に戻ってしまった。
2010年以降、崑崙山脈を源流とするチャルチャン川に大量の水が流入し、周辺地域での豪雨やチャルクリク上流からの洪水放流などの影響により、水面面積は少し減少したが、約300平方キロメートルで安定している。現在、タイタマ湖の現在の水源は主にチャルチャン川からの水源である。

## 参照項目
- 新疆ウイグル自治区S235号線 (G315国道～ハミ)